# London Brick Company
London Brick Company — лондонский кирпичный завод, принадлежащий Forterra plc, один из ведущих британских производителей кирпича.

## История
Компания обязана своим происхождением Джону Катлзу Хиллу, архитектору-застройщику, который строил дома в Лондоне и Питерборо. В 1889 году Хилл купил небольшой кирпичный завод T.W. Hardy & Sons во Флеттоне в Питерборо, а в 1900 году предприятие было зарегистрировано как London Brick Company.
Наименование «Fletton» стало общим названием кирпича, изготовленного из глины нижнего Оксфорда, который имеет низкую стоимость топлива благодаря содержанию углерода в глине. У Хилла возникли финансовые трудности, и в 1912 году для управления London Brick Company был назначен управляющий. Хилл умер в 1915 году, но после того, как в 1919 году управляющий был уволен, сын Хилла продолжил управлять компанией.
Капиталоемкая кирпичная промышленность Флеттона страдала от значительных колебаний спроса. После Первой мировой войны были предложены слияния. В 1923 году London Brick объединилась с компанией B.J. Forder Малькольма Стюарта, которая, наряду с London Brick, была одной из четырёх основных групп в кирпичной промышленности Флеттона. Новая компания, некоторое время называвшаяся L.B.C. & Forders, в конце 1920-х годов приобрела другие кирпичные фирмы, что позволило ей занять доминирующее положение в кирпичной промышленности Флеттона. К 1931 году компания производила миллиард кирпичей в год. В 1935 году объём производства превысил 1,5 миллиарда кирпичей, или 60 процентов от объёма производства кирпичной промышленности Флеттона, а пик довоенного производства достиг 1,75 миллиарда кирпичей.
Во время послевоенного жилищного бума продажи кирпича Fletton увеличились, достигнув пика в 1967 году. Затем продажи кирпича начали снижаться, и компания диверсифицировала свою деятельность. Была создана компания London Brick Landfill, которая начала вывозить бытовые и промышленные отходы в старые глиняные карьеры в Марстон Вейл. В 1988 году London Brick Landfill была объединена с Shanks Group.
Между 1968 и 1971 годами London Brick Company также купила трёх своих оставшихся конкурентов по производству кирпича из Флеттона, включая компанию Marston Valley Brick Company, что обеспечило ей полную монополию на рынке кирпича из Флеттона. В 1973 году объём продаж её кирпича составил 2,88 миллиарда, или 43 процента от общего объёма рынка кирпича.
В 1984 году компания была приобретена Hanson plc. В феврале 2008 года компания Hanson закрыла кирпичное производство в Стюартби в Марстон Вейл из-за проблем с соблюдением норм выброса серы в Великобритании, хотя оно соответствовало нормам ЕС. Производство кирпича Fletton теперь сосредоточено в Питерборо, а площадка в Марстон Вейл перестраивается под жильё.
По состоянию на 2010 год, объём рынка кирпича составлял 1,5 миллиарда шт., при этом на долю кирпича Fletton приходилось менее 10 процентов.

## Влияние Италии
Многие итальянские семьи из южных регионов Апулии и Кампании приехали в Бедфорд в 1950-х годах для работы на кирпичном заводе Стюартби в Марстон Вейл и в Питерборо для работы на кирпичных заводах Флеттона. Помимо Бедфорда и Питерборо, многие итальянские семьи также поселились в Блетчли для работы на заводе в Ньютон Лонгвилле. Хотя в Блетчли поселилось не так много итальянцев, как в Бедфорде или Питерборо, там все ещё существует значительная община.

## Производство
По оценкам компании, 5 млн домов в Великобритании построены с использованием кирпича Fletton.